# Gauliga Ostpreußen 1937/38
De Gauliga Ostpreußen 1937/38 was het vijfde voetbalkampioenschap van de Gauliga Ostpreußen.
Net zoals vorig jaar werden de clubs over vier reeksen van de Bezirksklasse verdeeld, die eigenlijk als tweede klasse fungeerde. Na dit seizoen werd er een Gauliga ingevoerd die nog maar uit één reeks bestond. De top twee van elke Bezirksklasse plaatste zich voor de Gauliga van dit jaar en ook die van volgend jaar. De nummers drie uit elke Bezirksklasse speelden een aparte kwalificatieronde waarvan de top twee zich ook voor de Gauliga van volgend jaar plaatste. 
De Gauliga van dit jaar was zoals de voorgaande jaren verdeeld in twee groepen van vier en de groepswinnaars bekampten elkaar voor de titel. Yorck Boyen Insterburg werd kampioen en plaatste zich voor de eindronde om de Duitse landstitel, waar de club in de groepsfase uitgeschakeld werd. 

## Bezirksklasse

### Groep Allenstein
| Plaats | Club                      | Wed. | W  | G | V  | Saldo | Ptn.  |
| ------ | ------------------------- | ---- | -- | - | -- | ----- | ----- |
| 1.     | SV Masovia Lyck           | 12   | 10 | 1 | 1  | 47:15 | 21:3  |
| 2.     | MSV Hindenburg Allenstein | 12   | 8  | 3 | 1  | 40:13 | 19:3  |
| 3.     | VfB Osterode              | 12   | 6  | 3 | 3  | 17:13 | 15:9  |
| 4.     | SV Viktoria Allenstein    | 12   | 5  | 2 | 5  | 23:32 | 12:12 |
| 5.     | SV 1910 Allenstein        | 12   | 4  | 2 | 6  | 21:29 | 10:14 |
| 6.     | Rastenburger SV 08        | 12   | 2  | 1 | 9  | 21:23 | 5:19  |
| 7.     | RSV Ortelsburg            | 12   | 1  | 0 | 11 | 4:48  | 2:22  |

|  | Geplaatst voor Gauliga dit jaar en volgend jaar |
|  | Kwalificatieronde voor Gauliga 1938/39          |
|  | Bezirksklasse 1938/39                           |

### Groep Danzig
| Plaats | Club                  | Wed. | W  | G | V | Saldo | Ptn.  |
| ------ | --------------------- | ---- | -- | - | - | ----- | ----- |
| 1.     | BuEV Danzig           | 12   | 10 | 2 | 0 | 40:5  | 22:2  |
| 2.     | KS Gedania Danzig     | 12   | 6  | 3 | 3 | 40:22 | 15:9  |
| 3.     | Polizei SV Danzig     | 12   | 4  | 4 | 4 | 19:24 | 12:12 |
| 4.     | SV Viktoria Elbing    | 12   | 5  | 1 | 6 | 25:28 | 11:13 |
| 5.     | SC Preußen 09 Danzig  | 12   | 4  | 2 | 6 | 26:24 | 10:14 |
| 6.     | VfR Hansa Elbing      | 12   | 2  | 4 | 6 | 14:32 | 8:16  |
| 7.     | SV Neufahrwasser 1919 | 12   | 2  | 2 | 8 | 13:42 | 6:18  |

|  | Geplaatst voor Gauliga dit jaar en volgend jaar |
|  | Kwalificatieronde voor Gauliga 1938/39          |
|  | Bezirksklasse 1938/39                           |

### Groep Gumbinnen
| Plaats | Club                       | Wed. | W | G | V | Saldo | Ptn.  |
| ------ | -------------------------- | ---- | - | - | - | ----- | ----- |
| 1.     | MSV Yorck Boyen Insterburg | 12   | 9 | 1 | 2 | 46:15 | 19:5  |
| 2.     | MSV von der Goltz Tilsit   | 12   | 7 | 1 | 4 | 48:22 | 15:9  |
| 3.     | SV 05 Insterburg           | 12   | 3 | 6 | 3 | 23:34 | 12:12 |
| 4.     | FC Preußen Gumbinnen       | 12   | 4 | 2 | 6 | 22:28 | 10:14 |
| 5.     | VfB Tilsit                 | 12   | 4 | 2 | 6 | 24:36 | 10:14 |
| 6.     | Tilsiter SC                | 12   | 4 | 2 | 6 | 22:36 | 10:14 |
| 7.     | SV Goldap                  | 12   | 3 | 2 | 7 | 19:32 | 8:16  |

|  | Geplaatst voor Gauliga dit jaar en volgend jaar |
|  | Kwalificatieronde voor Gauliga 1938/39          |
|  | Bezirksklasse 1938/39                           |

### Groep Königsberg
| Plaats | Club                          | Wed. | W  | G | V  | Saldo | Ptn.  |
| ------ | ----------------------------- | ---- | -- | - | -- | ----- | ----- |
| 1.     | SV Prussia-Samland Königsberg | 12   | 10 | 0 | 2  | 49:21 | 20:4  |
| 2.     | VfB Königsberg                | 12   | 9  | 0 | 3  | 53:24 | 18:6  |
| 3.     | Rasensport-Preußen Königsberg | 12   | 9  | 0 | 3  | 51:25 | 18:6  |
| 4.     | SV Concordia Königsberg       | 12   | 5  | 0 | 7  | 24:31 | 10:14 |
| 5.     | Königsberger TSV              | 12   | 5  | 0 | 7  | 29:44 | 10:14 |
| 6.     | VfB Labiau                    | 12   | 2  | 1 | 9  | 14:39 | 5:19  |
| 7.     | SpVgg ASCO Königsberg         | 12   | 1  | 1 | 10 | 14:50 | 3:21  |

|  | Geplaatst voor Gauliga dit jaar en volgend jaar |
|  | Kwalificatieronde voor Gauliga 1938/39          |
|  | Bezirksklasse 1938/39                           |

### Kwalificatieronde Gauliga 1938/39
| Plaats | Club                          | Wed.           | W              | G              | V              | Saldo          | Ptn.           |
| ------ | ----------------------------- | -------------- | -------------- | -------------- | -------------- | -------------- | -------------- |
| 1.     | Polizei SV Danzig             | 4              | 2              | 2              | 0              | 11:3           | 6:2            |
| 2.     | Rasensport-Preußen Königsberg | 4              | 2              | 1              | 1              | 14:10          | 5:3            |
| 3.     | VfB Osterode                  | 4              | 0              | 1              | 3              | 6:18           | 1:7            |
| 4.     | SV 05 Insterburg              | Teruggetrokken | Teruggetrokken | Teruggetrokken | Teruggetrokken | Teruggetrokken | Teruggetrokken |

|  | Geplaatst voor Gauliga 1938/39       |
|  | Geplaatst voor Bezirksklasse 1938/39 |

## Gauliga

### Groep 1
| Plaats | Club                          | Wed. | W | G | V | Saldo | Ptn. |
| ------ | ----------------------------- | ---- | - | - | - | ----- | ---- |
| 1.     | MSV Yorck Boyen Insterburg    | 6    | 5 | 0 | 1 | 20:6  | 10:2 |
| 2.     | MSV Hindenburg Allenstein     | 6    | 5 | 0 | 1 | 24:9  | 10:2 |
| 3.     | KS Gedania Danzig             | 6    | 1 | 0 | 5 | 10:22 | 2:10 |
| 4.     | SV Prussia-Samland Königsberg | 6    | 1 | 0 | 5 | 6:23  | 2:10 |

|  | Geplaatst voor finale |

Yorck Boyen ging naar de finale wegens beter doelsaldo.

### Groep 2
| Plaats | Club                     | Wed. | W | G | V | Saldo | Ptn. |
| ------ | ------------------------ | ---- | - | - | - | ----- | ---- |
| 1.     | BuEV Danzig              | 6    | 6 | 0 | 0 | 20:8  | 12:0 |
| 2.     | SV Masovia Lyck          | 6    | 3 | 1 | 2 | 17:13 | 7:5  |
| 3.     | VfB Königsberg           | 6    | 1 | 1 | 4 | 8:14  | 3:9  |
| 4.     | MSV von der Goltz Tilsit | 6    | 1 | 0 | 5 | 9:19  | 2:10 |

|  | Geplaatst voor finale |

### Finale
Heen
|                  |             |                |                            |                                                                                                |
| 27 februari 1938 | BuEV Danzig | 0 – 2          | MSV Yorck Boyen Insterburg | Kampfbahn Danzig-Niederstadt, Danzig Toeschouwers: 3.000 Scheidsrechter: Bouillon (Königsberg) |
| 27 februari 1938 |             | 35', 55' Täger |                            | Kampfbahn Danzig-Niederstadt, Danzig Toeschouwers: 3.000 Scheidsrechter: Bouillon (Königsberg) |

Terug
|              |                            |       |             |                                                                                     |
| 6 maart 1938 | MSV Yorck Boyen Insterburg | 1 – 1 | BuEV Danzig | Wintersportplatz, Insterburg Toeschouwers: 3.000 Scheidsrechter: Brust (Königsberg) |
| 6 maart 1938 | Täger 65'                  |       | 74' Winter  | Wintersportplatz, Insterburg Toeschouwers: 3.000 Scheidsrechter: Brust (Königsberg) |